# 杨家寨站
杨家寨站是一个鸡杨铁路上的铁路车站，位于湖北省广水市杨寨镇，建于1912年，目前为四等站，邮政编码为432724。目前客运：办理旅客乘降；行李、包裹托运；货运：办理整车货物发到；不办理罐装危险货物发到。